# Johannis Freerk Jansonius

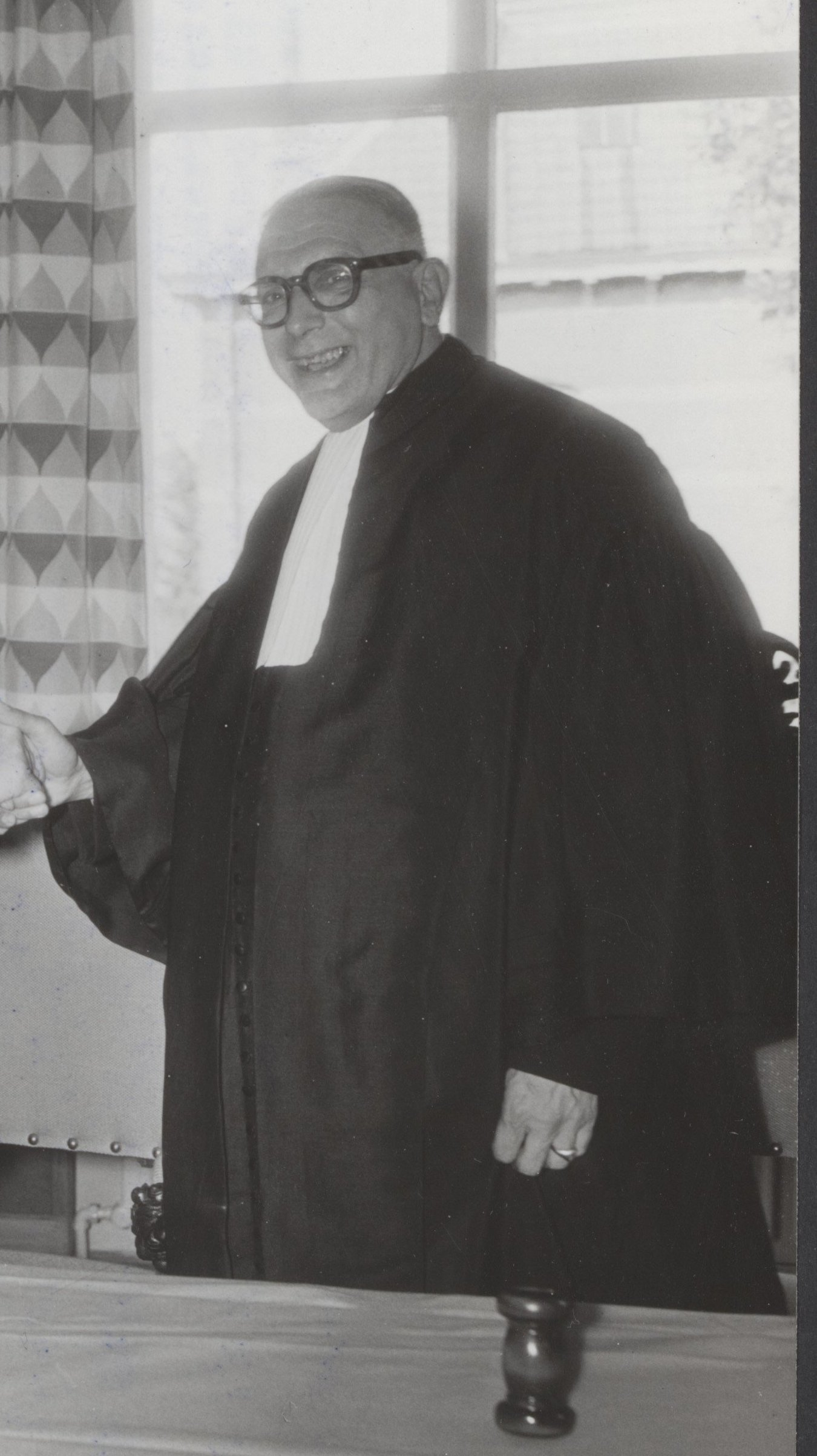
Installatie van mr. J.F. Jansonius als kantonrechter-plaatsvervanger (1955)

Johannis Freerk Jansonius (Winschoten, 28 december 1890 – Haarlem, 18 februari 1971) was een Nederlands politicus en jurist. 
Hij werd geboren als zoon van Jan Jansonius (1861-1952; onderwijzer) en Annechien Alida Bosma (1863-1938). Aan het begin van zijn loopbaan was hij werkzaam bij de gemeentesecretarie van Winschoten. Vanaf 1922 werkte hij als hoofdcommies bij de gemeente Wageningen en daarnaast studeerde hij rechten aan de Rijksuniversiteit Groningen. In 1931 volgde hij N.J. Rinkel op als gemeentesecretaris van Haarlemmermeer en twee jaar later is Jansonius in Groningen afgestudeerd in de rechten. Eind 1945 volgde zijn benoeming tot burgemeester van Haarlemmermeer. Enkele maanden voor Jansonius in januari 1956 als burgemeester met pensioen ging werd hij geïnstalleerd als kantonrechter-plaatsvervanger te Haarlem. Hij overleed in 1971 op 80-jarige leeftijd.
In Hoofddorp (hoofdplaats van de gemeente Haarlemmermeer) werd naar hem een school vernoemd: Burgemeester Jansoniusschool. Deze is later opgegaan in het Hoofdvaart College.